# 2048 (numero)
Duemilaquarantotto (2048) è il numero naturale dopo il 2047 e prima del 2049. 

## Proprietà matematiche
- È un numero pari.
- È un numero composto da 12 divisori: 1, 2, 4, 8, 16, 32, 64, 128, 256, 512, 1024, 2048. Poiché la somma dei suoi divisori (escluso il numero stesso) è 2047 < 2048, è un numero lievemente difettivo.
- È l'undicesima potenza di 2.
- È un Numero di Friedman.
- È un numero potente.
- È un numero odioso.
- È un numero pratico.
- È un numero intoccabile.
- È parte delle terne pitagoriche (1536, 2048, 2560), (2048, 3840, 4352), (2048, 8064, 8320), (2048, 16320, 16448), (2048, 32736, 32800), (2048, 65520, 65552), (2048, 131064, 131080), (2048, 262140, 262148), (2048, 524286, 524290), (2048, 1048575, 1048577).

## Astronomia
- 2048 Dwornik è un asteroide della fascia principale del sistema solare.
- NGC 2048 è una nebulosa a emissione.

## Astronautica
- Cosmos 2048 è un satellite artificiale russo.

## Altri ambiti
- 2048 è il nome di un videogioco ideato da Gabriele Cirulli.